# Стина-де-Муреш
Стина-де-Муреш (рум. Stâna de Mureș) — село у повіті Алба в Румунії. Входить до складу комуни Ношлак.
Село розташоване на відстані 275 км на північний захід від Бухареста, 50 км на північний схід від Алба-Юлії, 49 км на південний схід від Клуж-Напоки.

## Населення
За даними перепису населення 2002 року у селі проживали 255 осіб.
Національний склад населення села:
| Національність | Кількість осіб | Відсоток |
| -------------- | -------------- | -------- |
| румуни         | 168            | 65,9%    |
| угорці         | 87             | 34,1%    |

Рідною мовою назвали:
| Мова      | Кількість осіб | Відсоток |
| --------- | -------------- | -------- |
| румунська | 168            | 65,9%    |
| угорська  | 87             | 34,1%    |